# Gisela Pulido
Gisela Pulido, née le 14 janvier 1994 à Barcelone, est une kitesurfeuse espagnole. Elle se fait connaître en devenant en novembre 2004 championne du monde à l'âge de dix ans seulement, puis en remportant huit années de suite le titre mondial.

## Famille et jeunesse
Gisela Pulido naît à Barcelone, où elle pratique le kitesurf à partir de ses six ans. Sa famille, en partie andalouse, s'installe à Tarifa près de Cadix quand elle a dix ans, notamment pour que la jeune sportive puisse y pratiquer sa passion,,.

## Carrière sportive
Dès l'âge de dix ans, en novembre 2004, Gisela Pulido devient championne du monde de kitesurf, dans le cadre du concours Kiteboard Pro World Tour ; en effet, la compétition de la Professional Kitesurf Riders Association lui est alors inaccessible, l'âge minimum d'inscription étant de quatorze ans. Son jeune âge lors de l'obtention de ce prix constitue le record mondial de la discipline, encore inégalé.
Elle remporte en tout le titre mondial en kitesurf féminin à dix reprises.
À l'épreuve de kitesurf nouvellement créée pour les Jeux olympiques d'été de 2024, Gisela Pulido, qualifiée en septembre 2023, se classe douzième,.

## Engagements
En plus de son engagement sportif, Gisela Pulido fonde l'association Kids Dreamers Project qui vient en aide aux enfants handicapés dépourvus de ressources.